# دارک ویو
دارک وِیو یا موج تاریک (به انگلیسی: Dark Wave) یکی از سبک‌های موسیقی است که از اواخر دهه ۱۹۷۰ میلادی و همزمان با محبوبیت سبک‌هایی چون پست-پانک و نیو ویو شکل گرفت و ساختار آن بر پایه اصول بنیادین آن سبک‌ها است. هنرمندان این سبک موسیقی اشعار تیره و درون‌گرایانه را در تم آهنگ‌های خود اضافه کردند، برخی گروه‌های این سبک از موسیقی، زیرصداهایی حزن‌انگیز نیز در کار خود استفاده می‌کنند. در دههٔ ۱۹۸۰ میلادی یک خرده‌فرهنگ همراه با این نوع موسیقی گسترش یافته بود که به افراد متأثر از آن خرده‌فرهنگ «وِیوِرز» یا «دارک وِیوِرز» می‌گفتند.
دارک ویو برای توصیف گروه‌هایی گفته می‌شد که نوعی موسیقی تیره و اندوهبار مشتق شده از پست پانک و نیو ویو را اجرا می‌کردند و گروه‌هایی همچون باوهاوس جوی دیویژن، د سیسترز آو مرسی، د کیور، کوکتو توینز، سوزی اند د بنشیز را پیشرو در این سبک موسیقی می‌دانند.